# Essai de traction

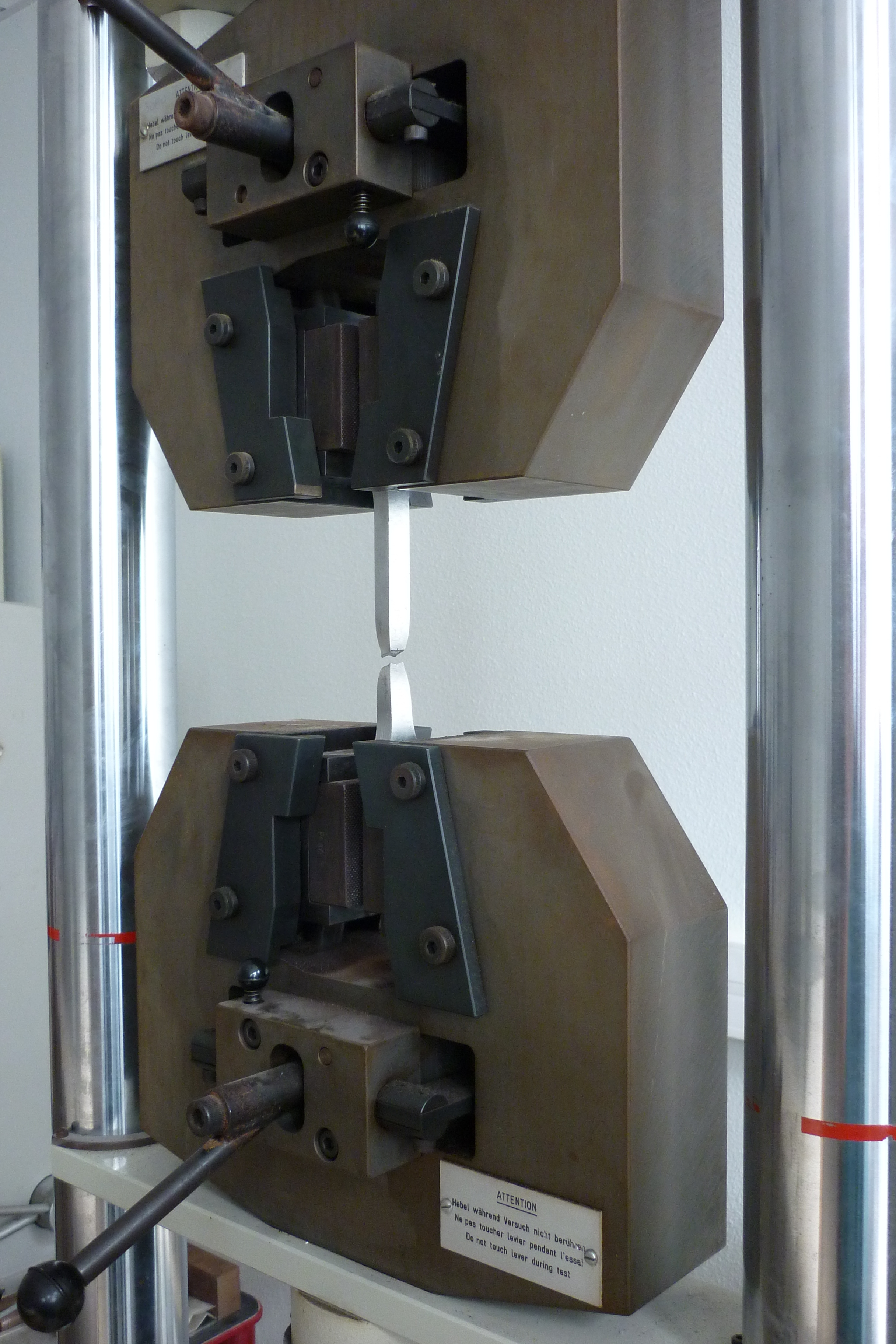
Essai de traction terminé.

Un essai de traction est une expérience de physique qui permet d'obtenir des informations sur le comportement élastique, le comportement plastique et le degré de résistance à la rupture d'un matériau, lorsqu'il est soumis à une sollicitation uniaxiale.
Certains objets manufacturés doivent avoir un minimum de solidité pour pouvoir supporter les charges, le poids et bien d'autres efforts. L'essai de traction permet de caractériser les matériaux, indépendamment de la forme de l'objet sollicité, ou la performance d'un assemblage mécanique. Comme tout essai mécanique, l'essai de traction reproduit une sollicitation simple, donc éloignée des sollicitations réelles, mais facilement maîtrisable et reproductible.
Cet essai ou expérience consiste à placer une petite barre du matériau à étudier entre les mâchoires d'une machine de traction qui tire sur la barre jusqu'à sa rupture. On enregistre l'allongement et la force appliquée, que l'on convertit ensuite en déformation et contrainte. Une variante moderne des essais de traction consiste à utiliser la force centrifuge sur un assemblage pour générer une contrainte de traction. Lorsque la valeur limite de résistance à la traction (exprimée en MPa ou N/mm²) d'un assemblage ou d'un collage est égale à la force centrifuge appliquée, on génère la rupture de ceux-ci et enregistre la limite de rupture. L'avantage consiste à réaliser des tests en batterie sur plusieurs éprouvettes soumises à une contrainte strictement identique lors de l'essai.

## Propriétés mesurées
L'essai de traction donne plusieurs valeurs importantes :
- le module de Young, E, ou module d'élasticité longitudinale, exprimé en mégapascals (MPa) ou en gigapascals (GPa) ;
- la limite d'élasticité (lorsqu'elle existe), Re, σe, σy ou fy (yield stress), qui sert à caractériser un domaine conventionnel de réversibilité ;
- la résistance à la traction Rm, σm ou fu (limite ultime), qui définit la limite à la rupture ;
- l'allongement à la rupture A%, qui mesure la capacité d'un matériau à s'allonger sous charge avant sa rupture, propriété intéressante dans certaines applications ;
- le coefficient de Poisson ν, qui correspond à la proportion entre la déformation transversale (diminution de section) et la déformation longitudinale (allongement relatif) de la pièce dans le domaine élastique.

| Grandeur et unité usuelle                | Nom                                                        | Qualité(s), Propriétés                                                                             | Comportement      |
| ---------------------------------------- | ---------------------------------------------------------- | -------------------------------------------------------------------------------------------------- | ----------------- |
| E, GPa                                   | Module de Young                                            | Rigidité-Souplesse : rigide si E est élevé, souple si E est faible.                                | Élasticité        |
| Re (ou {\displaystyle \sigma ^{e}}), MPa | Limite d'élasticité                                        | Dureté : dur si Re est élevé, mou si Re est faible.                                                | Élasto-plasticité |
| Rm (ou {\displaystyle \sigma ^{R}}), MPa | Résistance (contrainte à la rupture)                       | Résistance : résistant si Rm est élevé.                                                            | Élasto-plasticité |
| A%, sans dimension (%)                   | Allongement % (déformation, allongement relatif à rupture) | Ductilité, malléabilité, fragilité : fragile si A% est faible ; ductile, malléable si A% est élevé | Élasto-plasticité |

## Éprouvette de traction
On peut effectuer les essais sur un barreau cylindrique ou de section rectangulaire (éprouvette plate).
L'éprouvette cylindrique permet d'avoir un système symétrique et un système d'accrochage simple (par vissage), l'éprouvette plate permet de voir ce qui se passe sur une face : apparition de lignes de glissement, forme des cristallites (métallographie), mesure de texture par diffractométrie X, etc.

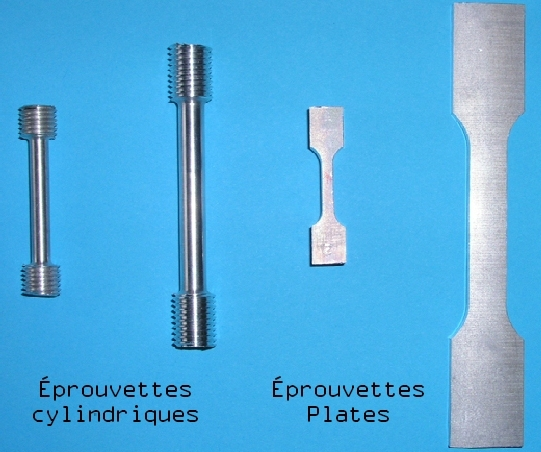
Éprouvettes normalisées de traction
Représentation schématique d'une éprouvette cylindrique
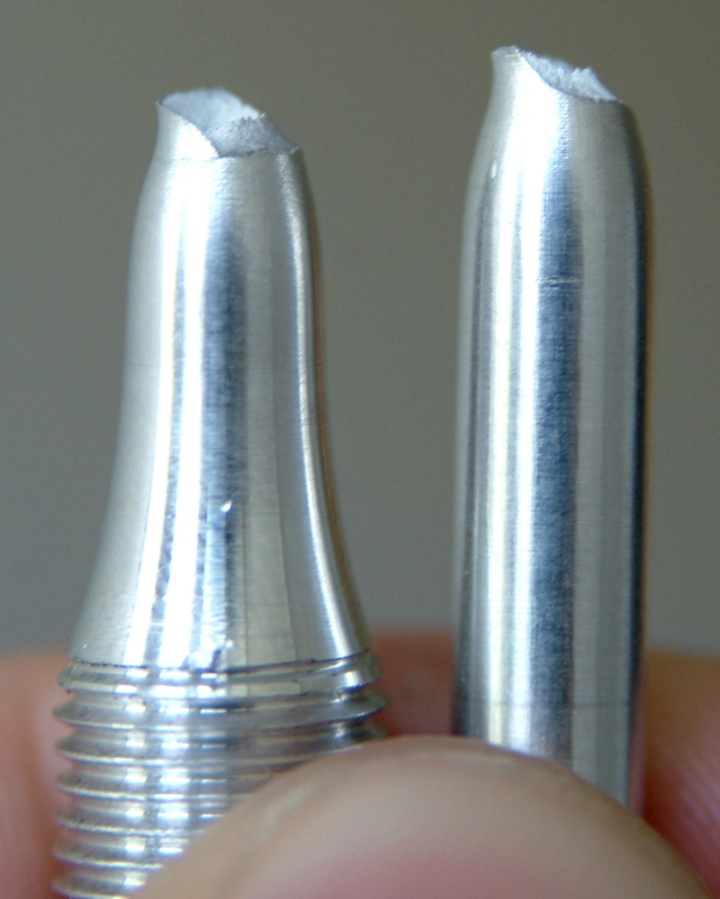
Éprouvette rompue après essai de traction
Comportements à la rupture en essai de traction : (a) fragile, (b) ductile et (c) complètement ductile.

Les extrémités de l'éprouvette sont élargies, avec un congé, afin d'être sûr que la déformation plastique et la rupture auront lieu dans la partie centrale de l'éprouvette : les phénomènes de contact au niveau de la liaison à la machine sont complexes et ne représentent pas ce que l'on veut tester, on limite donc l'impact de l'essai sur ces zones. Les dimensions de l'éprouvette sont normalisées, ce qui n'interdit pas d'utiliser d'autres formes d'éprouvette si l'essai n'a pas besoin de répondre aux normes (par exemple dans le cadre de la recherche et du développement).
Les éprouvettes cylindriques sont habituellement obtenues par tournage. Les éprouvettes plates peuvent être obtenues par sciage d'une tôle puis fraisage.
Les éprouvettes sont fréquemment prélevées dans une pièce réelle ou un brut (lingot, tôle, profilé, etc.). Dans ce cas, l'endroit où l'éprouvette est prélevée, et la direction de prélèvement ont une importance : la matière est souvent hétérogène et anisotrope. Cela pose le problème de la représentativité de l'essai (échantillonnage).
Toutefois, l'essai n'a de sens que si l'éprouvette elle-même est homogène, ceci étant en général garanti par sa petite taille par rapport aux variations de propriétés de la matière. Par ailleurs, pour l'analyse du résultat, on considère en général qu'elle est isotrope.
Dans l'éprouvette, on s'intéresse à la partie calibrée, qui est la partie dans laquelle la section droite ne varie pas (partie de largeur uniforme). Au sein de cette partie calibrée, on trace deux repères « un peu à distance » des congés ; les efforts et la déformation dans cette partie entre repère est réputée uniforme (principe de Saint-Venant). La longueur de la partie calibrée est notée Lc. La longueur de la partie entre repères est notée L0, et peut être fixe ou proportionnelle :
- éprouvette non-proportionnelle : les valeurs communément rencontrées pour L0, sont 50, 80, 100 ou 200 millimètres, et, en unité impériale, 2, 4 ou 8 pouces. Plusieurs valeurs mesurées ne sont comparables entre-elles que pour les éprouvettes de même longueur L0 et de même section S0 ; une modification de L0 ou de S0 change le résultat de la mesure ;
- éprouvette proportionnelle : {\displaystyle {L}_{0}=k\times {\sqrt {{S}_{0}}}} ou {\displaystyle {L}_{0}=n\times {d}_{0}}. Les mesures effectuées à partir d'éprouvettes proportionnelles ayant même coefficient k ou n sont comparables entre-elles.

où :
- L0 est la longueur de la partie entre repères ;
- k est un coefficient (les valeurs communément rencontrées sont 4, 5,65, 8,16 et 11,3) ;
- n est un coefficient (les valeurs communément rencontrées sont 4, 5 et 8) ; plus n est grand, plus la contrainte dans la section entre repères est homogène ;
- d0 est le diamètre de la partie entre repère d'une éprouvette cylindrique ;
- S0 est l'aire de la section droite.

Dans la pratique, la valeur k adoptée sur le plan international est 5,65 (norme ISO 6892-1) ce qui correspond à n = 5 pour une éprouvette cylindrique :
L0 = 5×d0
or {\displaystyle {S}_{0}={\pi }\times {\frac {{d}_{0}^{2}}{4}}}, d'où {\displaystyle {d}_{0}={\sqrt {\frac {4\times {S}_{0}}{\pi }}}={\sqrt {\frac {4}{\pi }}}\times {\sqrt {{S}_{0}}}}
en posant {\displaystyle k=5\times {\sqrt {\frac {4}{\pi }}}=5,6419\approx 5,65}, on obtient :
{\displaystyle {L}_{0}=5,65\times {\sqrt {{S}_{0}}}}.
L'expression d'une valeur d'allongement doit toujours être associée à l'éprouvette qui a servi à la mesurer ; il est primordial de préciser L0 et S0 pour une éprouvette non-proportionnelle, et k ou n pour une éprouvette proportionnelle. Une conversion des valeurs d'allongement est possible à partir des normes ISO 2566-1 (Aciers au carbone) et ISO 2566-2 (Aciers austénitiques).

## Déroulement de l'essai

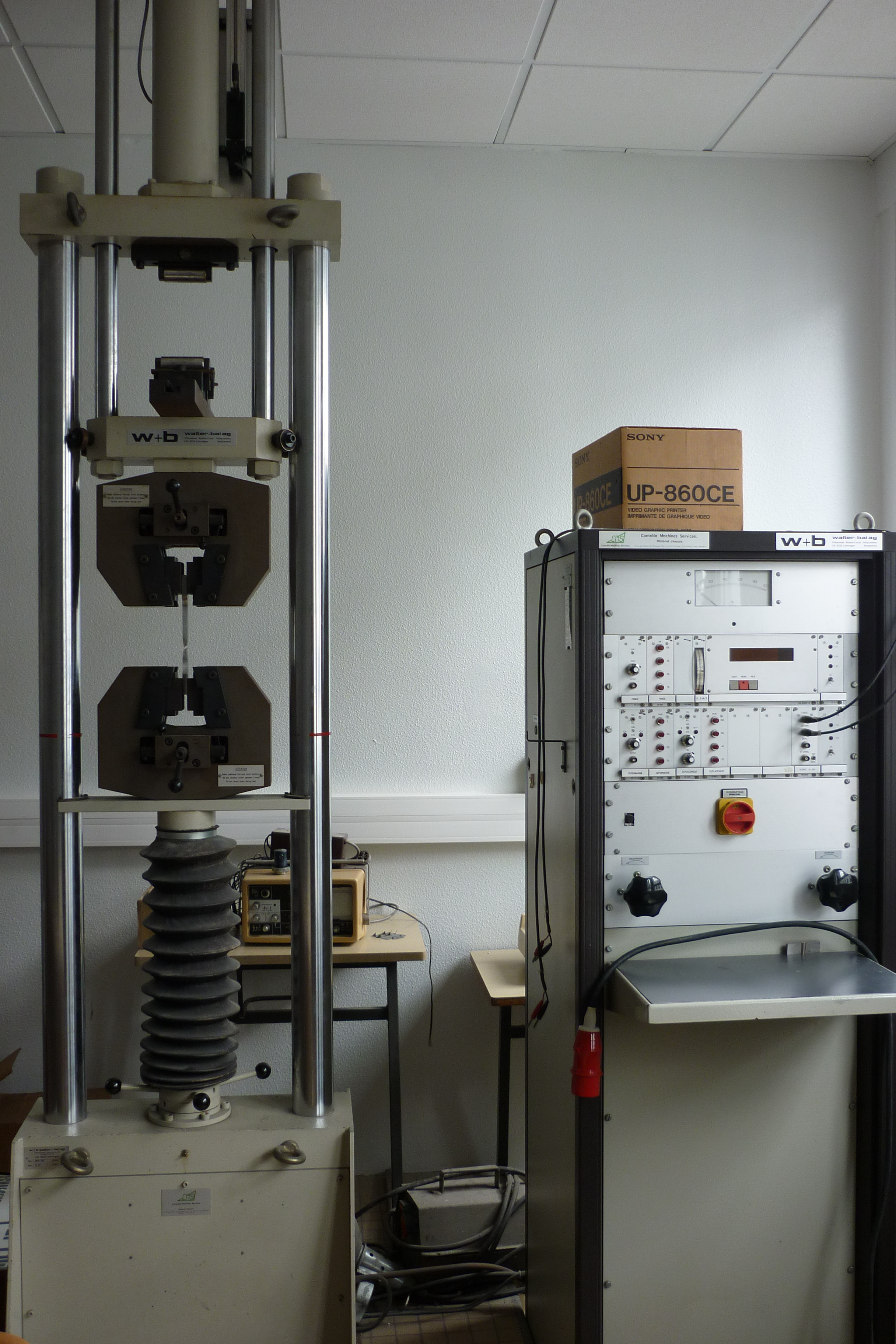
Machine de traction Walter+Bai.

Déformation de l’éprouvette sous charge.

L'essai est pratiqué sur machine de traction. Une fois l'éprouvette en place, on applique une légère précharge afin d'être sûr que l'on n'a pas de jeu. Puis, on effectue un déplacement de la travée à vitesse constante, qui a pour effet d'étirer l'éprouvette, et on mesure l'effort généré par ce déplacement ; le mouvement peut se faire par un système de vis sans fin ou un piston hydraulique, l'effort se mesure par la déformation élastique de la travée ou, plus communément, par un capteur de force inséré dans la ligne de charge.
L'essai s'arrête à la rupture de l'éprouvette.
La vitesse peut être exprimée en mm/min ou en %/s (pourcentage de longueur utile par seconde).
La vitesse est un paramètre d'essai important : les grandeurs classiquement recherchées (Re, Rm, etc.) nécessitent une vitesse lente pour limiter l'effet de l'échauffement local d'une part, et assurer une cinétique de changement de structure du matériau suffisamment lente pour être représentative et reproductible.

### Courbe conventionnelle
À partir du déplacement u de la travée, on calcule la déformation nominale (ou conventionnelle), appelée parfois « extension » et notée e :
{\displaystyle e={\frac {\Delta L}{L_{0}}}}
où :
- L0 est la longueur entre repères ;
- ΔL est l'allongement de l'éprouvette ; on néglige l'élongation des extrémités de l'éprouvette et on prend ΔL = u ;

et à partir de la force F, mesurée par un dynamomètre, on calcule la contrainte nominale (ou conventionnelle), encore appelée « charge unitaire » et notée s :
{\displaystyle {s}={\frac {F}{{A}_{0}}}}
où A0 est l'aire de la section droite dans la partie calibrée de l'éprouvette. On obtient ainsi la courbe conventionnelle R = ƒ(e).

### Courbe rationnelle
La courbe conventionnelle suffit pour la plupart des applications. Mais si l'on s'intéresse de manière fine aux phénomènes aux grandes déformations, il faut tenir compte de la modification des dimensions de l'éprouvette. On définit pour cela :
- la déformation longitudinale vraie, (appelée parfois déformation logarithmique) εI, prenant en compte le cumul des déformations infinitésimales :

{\displaystyle {d}\varepsilon _{\mathrm {I} }={\frac {{d}l_{\mathrm {I} }}{l_{\mathrm {I} }}}} soit {\displaystyle \varepsilon _{\mathrm {I} }=\ln {\frac {L}{L_{0}}}=\ln(1+e)}
où L est la longueur réelle de la partie entre repères, L = L0 + ΔL ;
- la contrainte vraie, σ, calculée à partir de l'aire réelle de la section droite à l'instant considéré, A. Ce calcul suppose la conservation du volume de la partie utile de l'éprouvette, ce qui est assez bien vérifié dès que l'on peut négliger les déformations élastiques par rapport aux déformations plastiques :

{\displaystyle \sigma ={\frac {F}{A}}={\frac {F}{A_{0}}}{\frac {{A}_{0}}{A}}={\frac {F}{A_{0}}}{\frac {L}{L_{0}}}}
puisque :
{\displaystyle V=A_{0}.L_{0}=A.L} et {\displaystyle L=L_{0}+\Delta L=L_{0}(1+e)} ;
soit :
{\displaystyle \sigma =s(1+e)}.
La courbe σ = ƒ(εI) est appelée « courbe rationnelle ».
Si la variation de section est déterminée à partir du coefficient de Poisson ν, en élasticité, alors :
{\displaystyle {\frac {A_{0}}{A}}={\frac {A_{0}}{A_{0}+\Delta A}}={\frac {1}{1+{\frac {\Delta A}{A_{0}}}}}={\frac {1}{1-2\nu {\frac {\Delta L}{L_{0}}}}}\approx (1+2\nu e)}. On retrouve le cas précédent lorsque ν atteint sa valeur limite : ½.

### Cas d'un matériau ductile

Courbe de traction conventionnelle typique d'un matériau ductile.

Dans un premier temps, la déformation est élastique. La courbe de traction est donc une droite, la pente de cette droite donne le module de Young E.
À partir d'un certain allongement, la courbe s'infléchit : c'est le début de la déformation plastique. La transition peut être franche (rupture de pente), ce qui permet de déterminer facilement la limite d'élasticité Re. On a dans ce cas là en général un plateau avec une contrainte inférieure à la contrainte maximale dans le domaine élastique, correspondant au fait que les dislocations se sont libérées des atomes étrangers qui les épinglaient (voir Nuage de Cottrell). On définit alors une limite d'élasticité haute, ReH, qui est le maximum de la partie élastique, et une limite d'élasticité basse, ReL (low), correspondant au plateau.
Lorsque la rupture de pente n'est pas franche — c'est notamment le cas des matériaux très ductiles —, on définit la limite d'élasticité conventionnelle comme étant la contrainte donnant 0,2 % de déformation résiduelle, Re 0,2 ; on peut aussi la définir pour d'autres valeurs de déformation résiduelle (par exemple Rp 0,1 pour 0,1 % de déformation).
La courbe de traction présente ensuite un maximum qui détermine la résistance à la traction conventionnelle Rm (ou résistance à la traction ultime). L'allongement plastique à ce point est appelé allongement sous charge maximale et est noté Ag ; c'est la déformation résiduelle maximale que l'on peut imposer. On définit également l'allongement total sous charge maximale, Agt, qui inclut la déformation élastique. Le paramètre Ag renseigne sur la déformation maximale que l'on peut atteindre pour de la mise en forme, et Agt permet de régler l'appareil de mise en forme (puisque c'est une déformation totale que l'on impose).
À partir de ce point, la déformation est concentrée dans une zone, c'est la striction (« étranglement »). La force enregistrée diminue, puisque la section diminue dans la zone de striction.
La rupture a ensuite lieu dans la zone de striction. La charge unitaire s n'a pas de sens particulier à l'endroit de la rupture puisque la contrainte n'est plus homogène dans l'échantillon.
La courbe de traction rationnelle est, quant à elle, toujours croissante. La striction marque un point d'inflexion, puisque la section diminue plus vite que la force. On note que la contrainte vraie σ atteinte au moment de la rupture est très supérieure à la contrainte nominale s.

Cas d'un matériau présentant un crochet de traction.
Cas d'un matériau ayant une transition élastique/plastique douce.
Courbe de traction rationnelle typique d'un matériau ductile.
Comparaison entre la courbe conventionnelle et la courbe rationnelle d'un acier au carbone

L'apparition de la striction peut être prévue, à partir de la loi de comportement, par le critère de Considère : {\displaystyle {\frac {d\sigma }{d\epsilon }}=\sigma }, où σ et ε sont les contraintes et déformations rationnelles (vraies). Ce seuil correspond au moment où l'effet de durcissement par écrouissage est exactement compensé par l'effet de réduction de section. Il correspond au maximum de la contrainte conventionnelle s. 

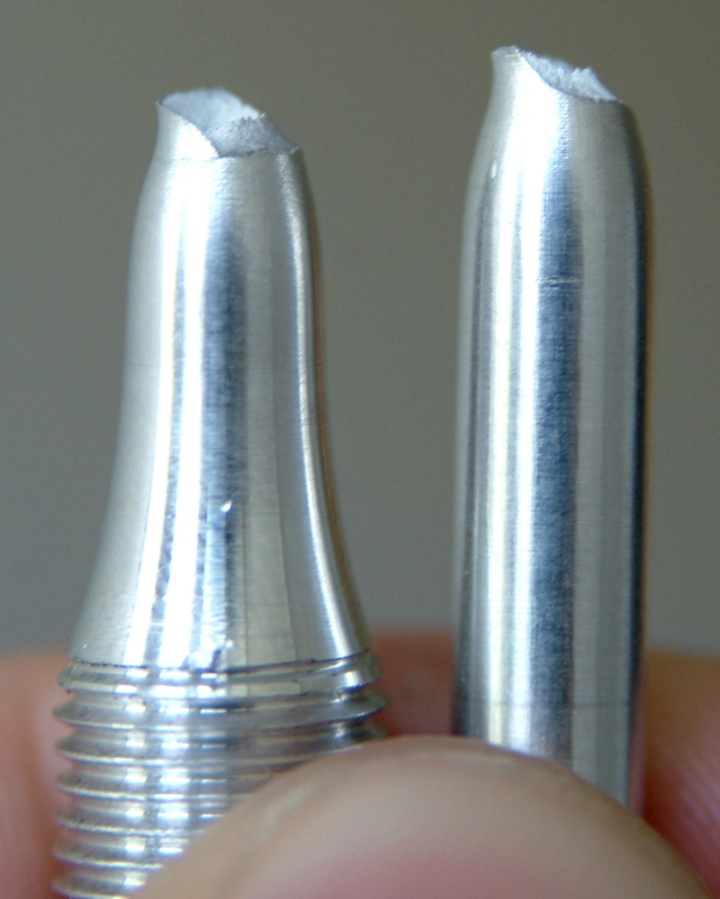
Faciès de rupture typique pour un matériau ductile (alliage d'aluminium).

Le faciès de rupture de l'éprouvette présente une direction de rupture typique à 45° par rapport à l'axe de traction. C'est en effet la direction où la contrainte de cisaillement est maximale (voir Cercle de Mohr > Sollicitation uniaxiale).
Sur l'éprouvette rompue, on mesure :
- la longueur ultime Lu, qui est la longueur entre repère mesurée en rapprochant les deux demi-éprouvettes rompues ;
- la section ultime Su mesurée au plus étroit, dans la zone de striction.

On détermine ainsi :
- l'allongement à la rupture {\displaystyle A\%={\frac {L_{\text{u}}-L_{0}}{L_{0}}}\times 100} ;
- le coefficient de striction {\displaystyle Z\%={\frac {S_{0}-S_{u}}{S_{0}}}\times 100}.

### Cas d'un matériau fragile

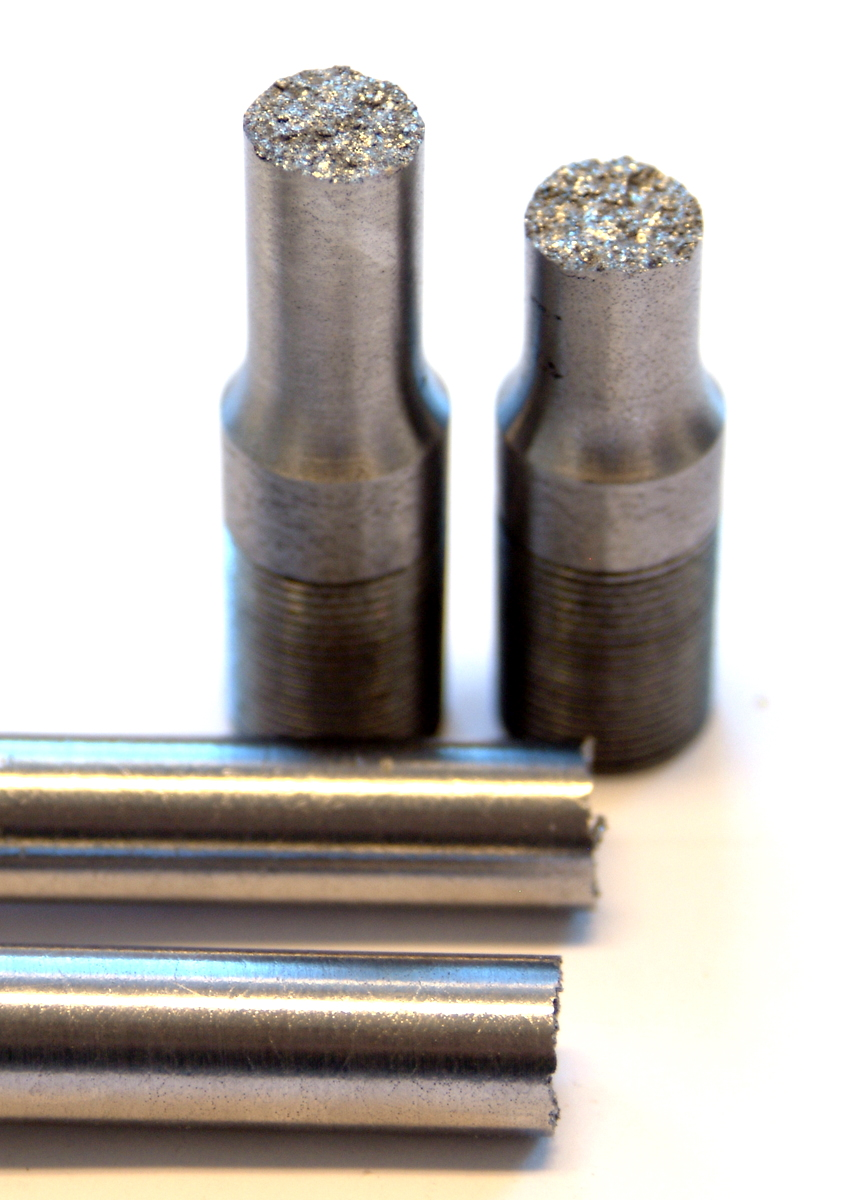
Éprouvette rompue d'un matériau fragile (fonte).

Dans le cas d'un matériau fragile, la rupture survient en fin de domaine élastique. La surface de rupture est globalement perpendiculaire à l'axe de traction. L'allongement à la rupture est nul ou très faible.
On ne peut déduire de la courbe que le module de Young E, et la résistance à la traction Rm.

## Éprouvette entaillée
Si l'on pratique une entaille sur une éprouvette, cela induit une concentration de contraintes, caractérisée par un coefficient Kt. On a donc une rupture à une charge unitaire apparente bien inférieure à Rm.
Les éprouvettes entaillées sont souvent utilisées dans les études de fatigue : cela accélère l'essai, qui peut comporter plusieurs millions de cycles, et on sait où va apparaître la fissure, ce qui permet de la suivre.

## Résistance d'une pièce soumise à la traction
Dans un mécanisme ou une structure, les pièces ne doivent pas rompre, ce qui impose que les contraintes en traction soient inférieures à Rm. Mais elle doivent par ailleurs conserver leurs dimensions, faute de quoi le mécanisme risque de ne plus fonctionner (voir Jeu (mécanique)).
La fabrication et le fonctionnement présentant des incertitudes, on applique un coefficient de sécurité s (ou parfois noté n), en général entre 2 et 5. On définit alors la limite pratique d'élasticité Rpe :
{\displaystyle R_{\text{pe}}={\frac {R_{\text{e}}}{s}}}.
La conception sur le cas de charge limite, ou état limite ultime (ELU), est donc validée si, pour toutes les structures en traction, on a :
σ ≤ Rpe.
Le coefficient de sécurité dépend des règles de l'art du domaine concerné ou bien de normes. De manière générale, on a :
- pour un fonctionnement constant, sans à coup, dans un milieu maîtrisé (toutes les charges sont connues) et avec un matériau bien caractérisé : 1 ≤ s ≤ 2 ;
- cas usuel : 2 ≤ s ≤ 3 ;
- milieu mal maîtrisé (risque d'accident, charges mal connues), matériau mal caractérisé : 3 ≤ s ≤ 5.

Pour les matériaux fragiles, la résistance pratique à l'extension est fondée sur la résistance à la traction, le coefficient de sécurité est donc plus élevé :
{\displaystyle R_{\text{pe}}={\frac {R_{\text{m}}}{s}}}.
Dans certaines applications, une déformation élastique excessive de la pièce empêche le bon fonctionnement du mécanisme. Dans ce cas-là, l'effort limite est inférieur au Rpe déterminé, et dépend de l'élasticité de la pièce, qui dérive du module de Young E et de la géométrie de la pièce. On conçoit alors selon l'état limite en service (ELS).

## Résistance d'une pièce dans le cas général
L'essai de traction modélise une sollicitation de traction, et peut aussi servir de manière direct à une sollicitation de compression. Mais ces cas sont assez rares : bielle, élingue, chaîne, câble, tirant. Dans le cas général, la sollicitation est différente (cisaillement, flexion, torsion, sollicitation composée), et même si la pièce est soumise à une traction uniaxiale, la complexité de sa forme fait que localement, sur la pièce, on n'est pas dans un état de contrainte uniaxiale.
On peut toutefois extraire une contrainte équivalente σéqv à partir du tenseur des contraintes, comme la contrainte de von Mises ou de Tresca. La vérification à l'ELU devient alors :
σéqv ≤ Rpe.

## Normes
Les essais de traction doivent en général respecter les prescriptions de normes qui définissent la forme, les dimensions, les vitesses d'essai, l'étalonnage de la machine, l'exactitude des appareils, la définition des caractéristiques, les informations à indiquer dans un rapport d'essai. Pour les matériaux métalliques, la norme de référence est la EN ISO 6892-1 : Matériaux métalliques - Essai de traction - Partie 1 : Méthode d'essai à température ambiante.